# يوكوهاما أنيميشن لابوتوري
يوكوهاما أنيميشن لابوتوري (باليابانية: 株式会社横浜アニメーションラボ، بالروماجي: Kabushikigaisha: Yokohama animēshonrabo) هو استوديو رسوم متحركة ياباني، تأسس في يوليو عام 2015، ويقع مقره في حي ناكا-كو في يوكوهاما.

## أعمال الاستوديو

### مسلسلات أنمي تلفزيونية
| العنوان                                     | المخرج            | تاريخ بداية العرض | تاريخ نهاية العرض | عدد الحلقات | المراجع |
| ------------------------------------------- | ----------------- | ----------------- | ----------------- | ----------- | ------- |
| Lapis Re:Lights                             | هيرويوكي هاتا     | 4 يوليو 2020      | 19 سبتمبر 2020    | 12          | [ 2 ]   |
| Magatsu Wahrheit -Zuerst- ‏                  | ناوتو هوسودا      | 13 أكتوبر 2020    | 29 ديسمبر 2020    | 12          | [ 3 ]   |
| دليل الأمير العبقري لتخليص الدولة من ديونها | ماكوتو تاماغاوا   | 11 يناير 2022     | 29 مارس 2022      | 12          | [ 4 ]   |
| Legend of Mana: The Teardrop Crystal        | ماساتو جينبو      | 8 أكتوبر 2022     | 24 ديسمبر 2022    | 12          | [ 5 ]   |
| The Great Cleric                            | ماساتو تاماغاوا   | 14 يوليو 2023     | 29 سبتمبر 2023    | 12          | [ 6 ]   |
| Rail Romanesque 2                           | ميتشيرو إيبيرا    | 6 أكتوبر 2023     | 29 ديسمبر 2023    | 13          | [ 7 ]   |
| ذا كينغدومز أوف رون                         | كيتاتارو موتوناغا | 7 أكتوبر 2023     | 23 ديسمبر 2023    | 12          | [ 8 ]   |
| The Witch and the Beast                     | تاكايوكي هامانا   | 12 يناير 2024     |                   |             | [ 9 ]   |
| Whisper Me a Love Song                      | أكيرا مانو        | أبريل 2024        |                   |             | [ 10 ]  |
| The New Gate ‏                               | تاماكي ناكاتسو    | 2024              |                   |             | [ 11 ]  |
| New Saga                                    | نوريكازو إيشيغوكا |                   |                   |             | [ 12 ]  |

### أونا

#### أنمي أنترنت
| العنوان                            | المخرج          | تاريخ بداية العرض | تاريخ نهاية العرض | عدد الحلقات | المراجع |
| ---------------------------------- | --------------- | ----------------- | ----------------- | ----------- | ------- |
| Monster Strike 2nd Season ‏         | تاكايوكي هامانا | 1 أبريل 2017      | 2 سبتمبر 2017     | 23          | [ 13 ]  |
| Monster Strike: The Fading Cosmos ‏ | تاكايوكي هامانا | 7 أكتوبر 2017     | 6 يناير 2018      | 13          | [ 14 ]  |
| Miru Tights                        | يوكي أوغاوا     | 11 مايو 2019      | 27 يوليو 2019     | 12          | [ 2 ]   |

#### فيلم أنترنت
| العنوان                                  | المخرج          | تاريخ العرض  | مدة العرض | المراجع |
| ---------------------------------------- | --------------- | ------------ | --------- | ------- |
| Monster Strike: The Long Awaited Utopia ‏ | تاكايوكي هامانا | 25 مايو 2017 | 15 دقيقة  | [ 15 ]  |
| Starlight Promises                       | كازويا موراتا   | 3 اغسطس 2018 | 62 دقيقة  | [ 16 ]  |

### أوفا
| العنوان     | المخرج      | تاريخ العرض   | المراجع |
| ----------- | ----------- | ------------- | ------- |
| Miru Tights | يوكي أوغاوا | 23 اغسطس 2019 | [ 17 ]  |

## وصلات خارجية
- الموقع الرسمي (باليابانية)
- يوكوهاما أنيميشن لابوتوري على موقع IMDb (الإنجليزية)